# Эпоха второй Конституции
Эпоха второй Конституции (осман. ايکنجى مشروطيت دورى‎; тур. İkinci Meşrûtiyyet Devri) — период в истории Османской империи, ознаменовавшийся Младотурецкой революцией 1908 года, под давлением которой султан Абдул-Хамид II был вынужден учредить парламент в форме Генеральной Ассамблеи Османской империи и ввести в действие первую османскую конституцию, принятую в 1876 году, и, таким образом, образовать конституционную монархию. В 1878 году Абдул-Хамид II приостановил действие Конституции и Генеральной Ассамблеи Османской империи. Поскольку в эпоху первой Конституции отсутствовала возможность для развёртывания деятельности политических партий, младотурки внесли поправки в основной закон государства, согласно которому всенародно избранная Палата депутатов наделялась большими полномочиями за счёт изъятия последних у никем не избранного Сената и султана, и впервые в истории империи приняли участие в формировании многих политических партий и организаций, в которые вступили.
В ходе выборов, прошедших в эпоху второй Конституции, власть постепенно захватил комитет «Единение и прогресс», влияние которого значительно возросло. В 1911 году вышедшие из состава комитета политики основали вторую крупнейшую политическую партию «Свобода и согласие», известную также, как «Либеральный союз», или «Либеральное согласие», с которой первый начал борьбу за власть. В этот период реакционеры предприняли провалившуюся попытку восстановления монархии. После капитуляции Османской империи в Первой мировой войне и вступления войск Антанты в Константинополь Генеральная Ассамблея приняла решение о сотрудничестве с турецким национальным движением, штаб-квартира которого находилась в Анкаре, и подписала Амасийский протокол, в 1920 году же поддержала Национальный пакт, чем вызвала недовольство союзников, вынудивших султана упразднить её. Последнее заседание Генеральной Ассамблеи прошло 18 марта 1920 года, после которого союзники получили письмо протеста и трибуна парламента покрылась чёрным сукном, свидетельствовавшим о прекращении деятельности его членов.

## Введение первой Конституции

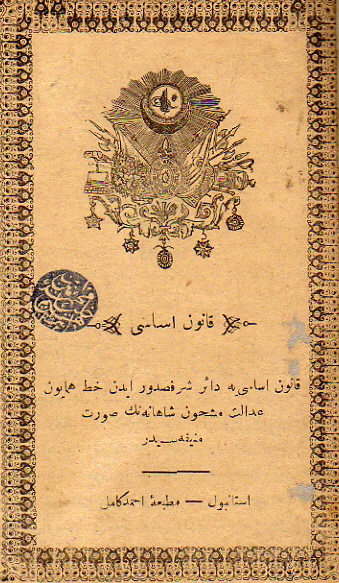
Османская конституция

В результате Младотурецкой революции, вспыхнувшей в балканских вилайетах Османской империи и мгновенно распространившейся по её территории, султан Абдул-Хамид II, приостановивший в 1878 году действие Генеральной Ассамблеи и, таким образом, завершивший эпоху первой Конституции, вынужден был ввести в действие Конституцию, принятую в 1876 году, и 3 июля 1908 года созвать парламент.
Поводом к восстанию в тот момент времени послужил довольно деспотический политический курс султана («истибдад», по словам современников, многие из которых считали сохранявшейся в течение нескольких лет при конституционной монархии его страсть к уже не популярному в народе деспотизму), содержавшего огромное количество шпиков («хафие»), при котором европейские державы осуществляли постоянные интервенции, в связи с которыми возникала угроза независимости государства.

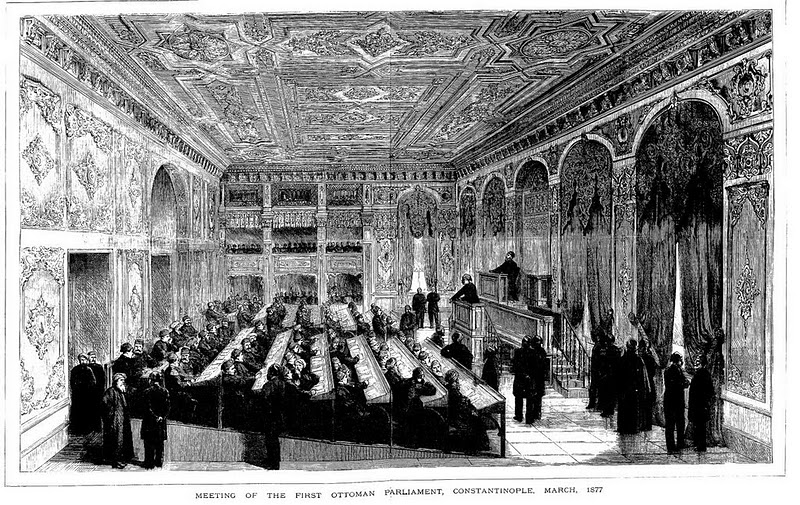
Заседание Генеральной Ассамблеи в эпоху первой Конституции. 1877 год

В 1876 году был принят основной закон Османской империи — конституция, положившая начало соответствующей эпохе. После провозглашения султаном отсутствия каких бы то ни было попыток на государственном уровне ликвидировать созванный в 1876 году парламент бывшие его члены, спустя 33 года всё ещё находившиеся в состоянии готовности продолжить работу, выражая интересы народа, приняли участие в восстановлении конституционной монархии.
В состав новообразованной Генеральной Ассамблеи вошли, как и в 1876 году, две палаты: сенат и палата депутатов соответственно. Один член нижней палаты, избиравшейся народом, представлял 50 тысяч лиц мужского пола старше 25 лет, плативших налоги. С другой стороны, на пост сенаторов, назначавшихся самим султаном, могли претендовать лишь лица старше 40 лет; численность же их не могла превышать третьей части депутатов нижней палаты парламента.

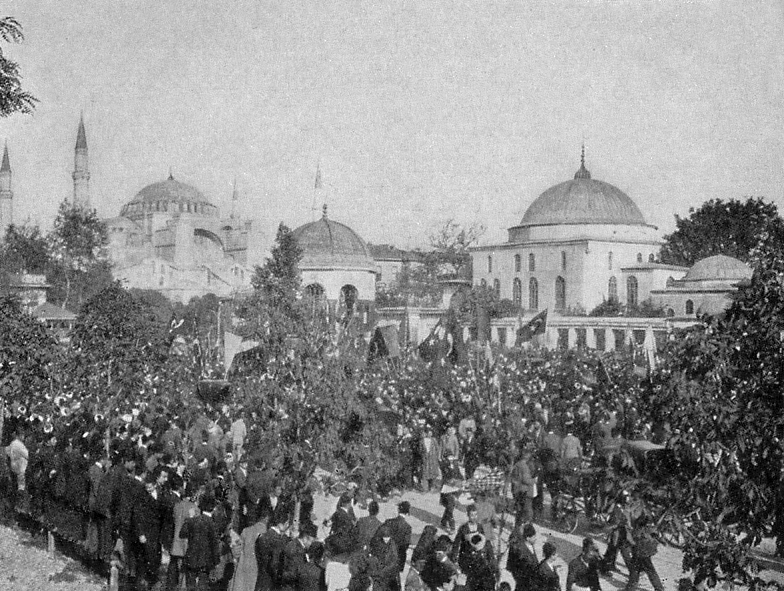
Демонстрации на площади Султанахмет в Константинополе в ходе Младотурецкой революции. 1912—1913 гг.

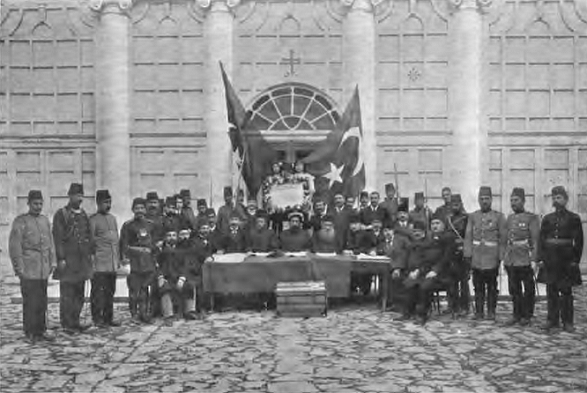
Лидеры религиозных конфессий Османской империи объявляют о свершившейся Младотурецкой революции. 1908 год

Всеобщие выборы проводились раз в четыре года. Всё население не избирало непосредственным образом представителя, выражавшего их интересы в Генеральной Ассамблее. В каждом из 15 избирательных округов для выбора одного делегата достаточно было 500—750 голосов зарегистрированных в качестве избирателей лиц. Таким образом, 3 делегата, входившие в избранные административные советы, обладали фактическими полномочиями избирать народных представителей в палату депутатов. Кроме того, руководство территориями осуществляли сами делегаты, входившие в избранные административные советы. Следовательно, данные избранные советы представляли собой не только коллегии выборщиков, но и местные органы государственной власти и вилайетах и санджаках.
Первое заседание в парламенте после Младотурецкой революции носило поверхностный и довольно символический характер. На нём было принято единственное решение об организации новых выборов. В Генеральной Ассамблее эпохи первой Конституции пост председателя палаты депутатов занимал уроженец Иерусалима Юсуф аль-Халиди.

## Всеобщие выборы (1908)

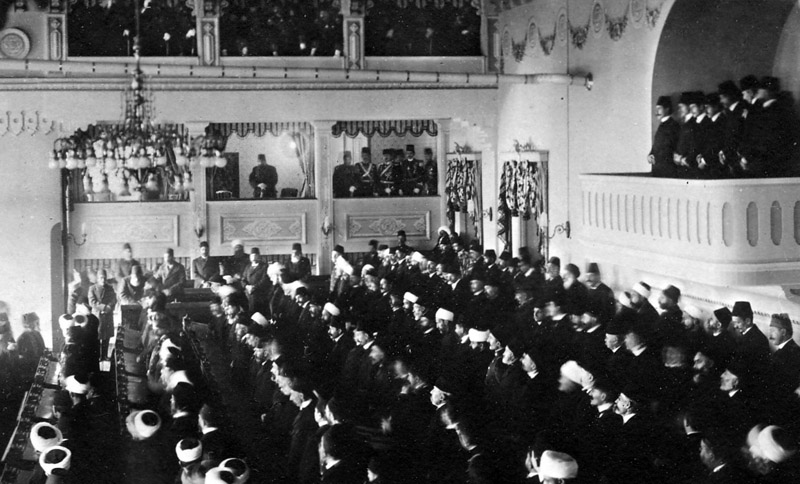
Заседание Генеральной Ассамблеи Османской империи. Декабрь 1908 года

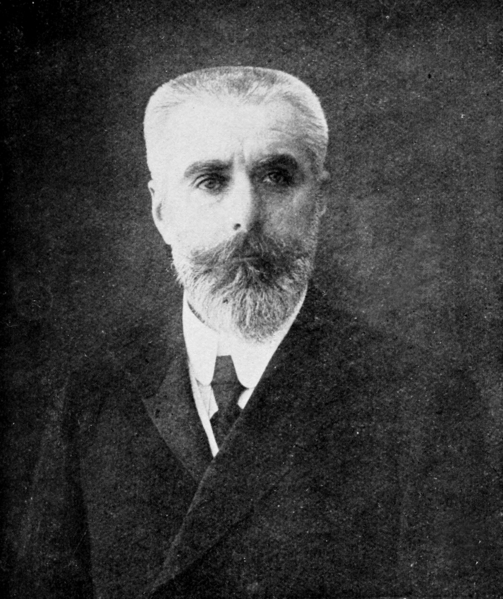
Первый председатель палаты депутатов Ахмед Рыза

По итогам всеобщих выборов 1908 года в состав новообразованной Генеральной Ассамблеи вошли 142 турка, 60 арабов, 25 албанцев, 23 грека, 12 армян, в том числе 4 представителя партии «Дашнакцутюн» и 2 представителя партии «Гнчак», 5 евреев, 4 болгарина, 3 серба и 1 валах. Из их числа поддержку комитету «Единение и прогресс» оказывали лишь 60 депутатов из 275, образовавших крупнейшую фракцию в парламенте. Комитету, представлявшему собой главную движущую силу революции, удалось взять верх над партией «Свобода и согласие», придерживавшейся идей либерализма и испытывавшей сильное влияние англичан, а также пользовавшейся значительным доверием султана, заседавшего в дворце Долмабахче.

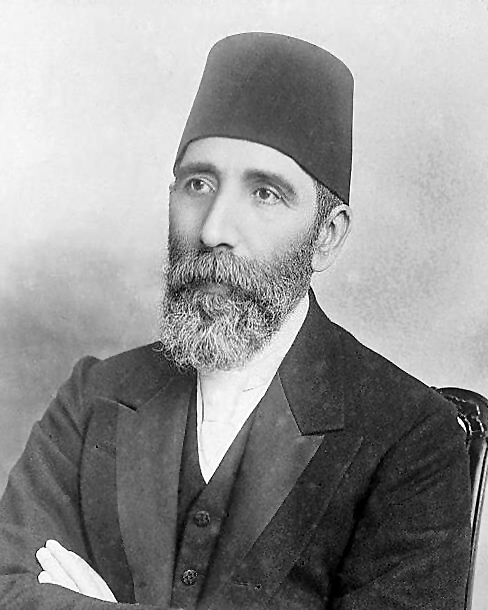
Великий визирь Хусейн Хильми-паша

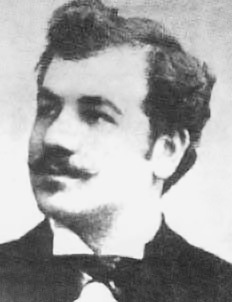
Делегат от Эрзурума Армен Гаро, заседавший в палате депутатов в 1908—1912 годах

30 января 1909 года министр внутренних дел Османской империи Хусейн Хильми-паша взошёл на трибуну с целью ответить на вопрос, заданный как мусульманским, так и немусульманским населением, проживавшим, за исключением одного человека из его числа, на Балканах. Вопрос заключался в следующем: как правительство будет поступать с депутатами, не соблюдающими меры правопорядка, с террористическими актами и разбойными нападениями и разгулом бандитизма? Всплески насилия на национальной и религиозной почве среди различных групп населения стоили им как потерянных жизней, так и потраченных средств. Этот факт имел огромное значение в силу прохождения новым правительством первого испытания, имевшего непосредственное отношение к организации деятельности Генеральной Ассамблеи. В зале присутствовали представители различных дипломатических миссий. Согласно восстановленной Конституции обеспечивались свобода печати, безопасность журналистов и других приглашённых лиц, следивших за ходом заседаний в парламенте. Первая часть записи протокола, содержавшей речь министра и возражения депутатов, была выполнена. Однако вскоре после того, как прения вспыхнули в среде самих депутатов, приличия отошли на задний план и началась словесная перепалка, послужившая отражением не разрешённых в империи межнациональных противоречий. Изменение ситуации сопровождалось подъёмом этнического и религиозного национализма среди депутатов, не являвшихся мусульманами, а также османизма, представлявшего собой своеобразную реакцию на различные типы мировоззрения, принимавшие участие в борьбе за влияние.

### Инцидент 31 марта

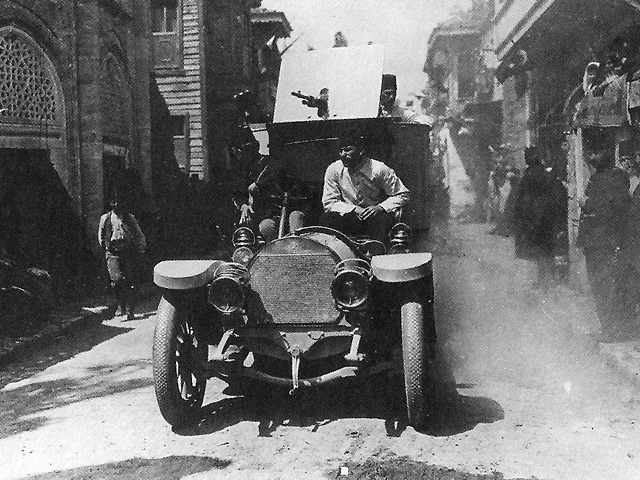
Младотурки победоносно въезжают в Стамбул. 1909 год

Деятельность противников парламентской монархии вскоре активизировалась. Спустя 9 месяцев после созыва Генеральной Ассамблеи в результате роста недовольства и реакционных настроений произошёл антиконституционный контрпереворот, вылившийся в инцидент 31 марта (13 апреля) 1909 года, в ходе которого конституционалистам при содействии «армии действия» в результате упорной борьбы удалось отстоять парламент, которым пытались овладеть реакционеры. Многие стороны данного выступления, затрагивающие мятеж армии в Стамбуле, всё ещё предстоит проанализировать.
Спустя 2 дня депутаты организовали тайное совещание нижней палаты, в ходе которого единодушно высказались в пользу низложения Абдул-Хамида II. Пост султана занял его младший брат Мехмед V. Должности великого визиря вновь был удостоен Хусейн Хильми-паша, однако уже 5 декабря 1909 года на его место пришёл Ибрагим Хаккы-паша.

### Пересмотр Конституции в августе 1909 года
К власти вновь пришёл Комитет «Единение и прогресс». Осознав, что идейное влияние на осуществление контрпереворота оказал султан, к тому же принимавший участие в его организации и разложении войск с целью восстановления старого режима, младотурки решили положить конец его власти. В ходе внесения поправок в Конституцию властные полномочия султана, вскоре низложенного, были сильно урезаны. Это решение значительно способствовало дальнейшей ликвидации имеющихся негативных последствий контрпереворота Генеральной Ассамблеей в духе Конституции.
В нынешних условиях она накладывала запрет на деятельность любых тайных обществ. Был введён перерыв в заседаниях парламента сроком на 3 месяца, до 27 августа 1909 года, в ходе которого на съезде в Салониках комитет «Единение и прогресс» принял свой партийный устав. Он сменил формат деятельности, отказавшись от тайного характера деятельности. В реформированной Генеральной Ассамблеи этот шаг комитета расценили как выражение доверия, заложившее основу проведению значимых финансовых и административных реформ.

### Политический курс государства
В районе Назарета вспыхнули стычки и трения между сионистами и палестинскими фермерами. Впервые в Генеральной Ассамблее палестинский депутат из Яффы затронул проблему сионизма.

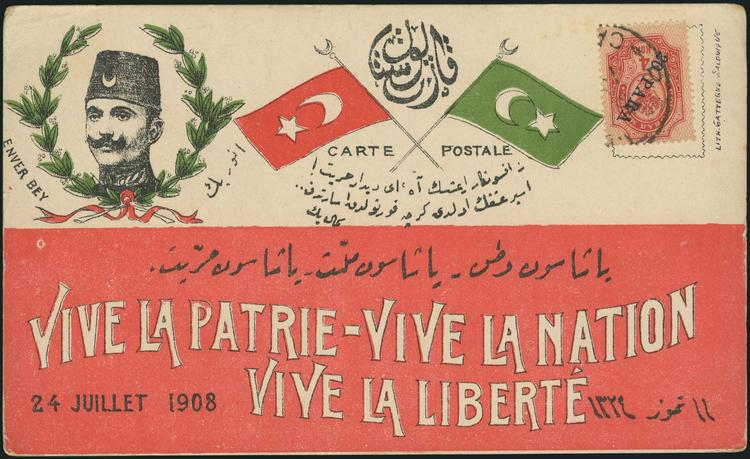
«Да здравствует отечество! Да здравствует народ! Да здравствует свобода!». Османская открытка на французском языке, посвящённая Младотурецкой революции. 1908 год

Оказавшись у власти, комитет «Единение и прогресс» предложил ряд новых инициатив, предназначавшихся для содействия модернизации в Османской империи, в том числе выступил в защиту последовательного проведения реформ при мощной центральной власти, индустриализации и административных реформ, а также сведения к минимуму иностранного влияния. Реализация последних в вилайетах привела к повышению уровня централизации.
Несмотря на сотрудничество комитета с «Либеральным союзом», его реальные цели значительно отличались от целей последнего, состоявших прежде всего в децентрализации власти, введении участия европейцев в проведении реформ и, конечно, индустриализации. К тому же комитет претворил в жизнь строгое отделение законодательной власти от исполнительной, выдачу субсидий женщинам на получение образования и внёс изменения в организационную структуру контролируемых и финансируемых государством общих начальных школ. Генеральная Ассамблея стремилась к усовершенствованию системы связи и транспортных сетей, предпринимая попытки в то же время не допустить их передачи в собственность европейских концернов и банкиров немусульманского мировоззрения.
Под контролем Германской империи и Королевства Италия уже находилась незначительные по своим масштабам османские железные дороги, в числе которых 5991 км одноколейных, проходивших по всей территории империи в 1914 году; с 1881 года же управление непогашенным государственным долгом находилось в руках европейцев. Османская империя фактически превратилась в придаток мировой экономики.
К концу 1911 года место крупнейшей оппозиционной партии занял «Либеральный союз», активность которого была довольно высокой. Проведение в декабре того же года, спустя 20 дней после образования партии, дополнительных выборов, распространявшихся всего лишь на один избирательный округ, в ходе которых депутат от «Либерального союза» одержал победу, свидетельствовало в пользу изменения политической обстановки в государстве, последствия которой имели далеко идущее значение. В 1912—1916 годах власть полностью концентрировал в своих руках комитет «Единение и прогресс».